# Puerto Buenavista, Oaxaca
Puerto Buenavista är en ort i Mexiko.   Den ligger i kommunen San José Tenango och delstaten Oaxaca, i den sydöstra delen av landet, 290 km sydost om huvudstaden Mexico City. Puerto Buenavista ligger 458 meter över havet och antalet invånare är 231.
Terrängen runt Puerto Buenavista är varierad. Runt Puerto Buenavista är det ganska tätbefolkat, med 86 invånare per kvadratkilometer. Närmaste större samhälle är Isla Soyaltepec, 17,9 km öster om Puerto Buenavista. I omgivningarna runt Puerto Buenavista växer i huvudsak städsegrön lövskog.